# スタンフォード大学経営大学院
スタンフォード大学経営大学院（スタンフォードだいがくけいえいだいがくいん、英: Stanford Graduate School of Business、略称Stanford GSB）は、米国のスタンフォード大学の経営大学院である。スタンフォード経営大学院は、ハーバード・ビジネス・スクール、ペンシルバニア大学ウォートン・スクール、シカゴ大学ブース・スクール・オブ・ビジネスと共に世界最高峰のビジネススクールである（M7の参加校）。スタンフォード大学経営大学院は、シリコンバレーの中心地であるカリフォルニア州パロアルトに立地し、特に起業・ベンチャー及びスタートアップ、ハイテク、経営全般に強いとされている。M7の参加校。
スタンフォード経営大学院には、実務経験およそ3年から10年程度の社会人を対象とした2年間のMaster of Business Administration（MBA）コースと、実務経験およそ10年以上の社会人を対象とした12か月のMSxコースが存在する。その他、エンジニアリングスクール、ロースクールなどとのジョイント・ディグリー・プログラムがある。
スタンフォード経営大学院は2018年から2022年まで5年連続でのBloomberg Businessweekのビジネススクールランキングで全世界で第1位の評価。Financial Times では世界第3位（2020年）、QS World University Rankingでは世界第1位（2021年、2022年、2023年）に評価されるなど、極めて高い評価を受けている。スタンフォード大学経営大学院は全米で最も入学困難なビジネススクールとしても知られ、合格率は6％程度とハーバード・ビジネス・スクールの12.5%と大きな開きがある。

## 歴史
1925年、ハーバート・フーヴァー理事が、ウォレス・アレキサンダー、ジョージ・ロルフ、ポール・シュウプ、トーマス・グレゴリー、ミルトン・エスバーグの5人からなる委員会を結成し、全米で2番目の経営大学院として設立に必要な資金を確保したのが始まり。教授陣は、提携する研究センターとのジョイントアポイントメントをいくつか持っている。GSBは、シリコンバレー近郊のベンチャーキャピタル、金融、テクノロジー企業と非常に密接な関係を保っている。
年間1億5,600万ドルの営業収入で運営されており、13億ドルの寄付金を持つ全米で2番目に裕福なビジネススクールであり。現存する修了生は26,309人で、そのうちMBAプログラムの修了生は17,803人。スタンフォード大学ビジネススクールの修了生からは、数多くのビジネスリーダーや起業家が輩出されていることで知られている。
2006年8月、スタンフォード大学卒業生でナイキの創業者兼会長であるフィル・ナイト氏（MBA62年生）から、当時ビジネススクールとしては史上最高額となる1億500万ドルの寄付があったことが発表された。この寄付金は、ビジネススクールのための3億7500万ドルのキャンパス（ナイト・マネジメント・センター）の建設に充てられ、建設は2011年に完了した。ビジネススクールは、ナイト・マネジメント・センターとシュワブ・レジデンシャル・センター（チャールズ・シュワブ・コーポレーションの創業者、会長、CEOである卒業生のチャールズ・R・シュワブにちなんで名付けられた）で構成されている。
ナイトマネジメントセンターには、ザ・ガン・ビル、ザンブラノホール、ノースビル、アーバックルダイニングパビリオン、バスセンター、ファカルティビル（東棟と西棟からなる）、パターソンビル、MBA Class of 1968ビル、マクレランドビルの10棟がある。

## プログラム

### MBA
学位　MBA: Master of Business Administration
日本語学位名　経営学修士
スタンフォード大学のMBAプログラムは2021年発表U.S. News & World Reportで1位、2021年発表Bloomberg Businessweekで1位、2021年発表QS Top Universitiesで1位、2019年発表Forbesで2位、ランキング集計機関のPoets & Quantsで全米1位にランクインしている 。
米国で最も入学困難なビジネススクールであり、全世界で合格率が最も低い（通常8％未満）ビジネススクールとして知られる。2022年現在、合格率は6.2％、平均GMATスコア738点、平均GPA3.8で、いずれも世界のビジネススクールの中で最も高い。なお、合格率2位のMIT Sloan 12.1%、3位のハーバードビジネススクール12.5%と大きく差をあけている。

### MSx
プログラム名　MSx (学位：Master of Science in Management)
日本語名　経営学修士
スタンフォードMSxプログラムは、中堅管理職を対象とした1年間のフルタイムの修士号プログラムです。このプログラムの主な目的は、参加者が組織のリーダーシップのための能力を強化すること。参加者は、個人のリーダーシップ能力を理解し、組織のリーダーシップに関する戦略的かつ統合的な視点を開発し、主要な管理の規律と機能のコマンドを深める。MSxの理想的な候補者は、初めて一般的な管理職に任命された、または間もなく任命される上級管理職である。
スタンフォードMSxは、以前はスタンフォード・スローン修士課程と呼ばれていたが、これは、この課程の学生がスタンフォード・スローン・フェローと呼ばれているため。スタンフォードMSxは、3つのスローンフェロープログラムのうちの1つで、MITスローン経営大学院やロンドンビジネススクールの他のプログラムと同様の形式をとっている。これらのプログラムは、1937年から1956年までゼネラルモーターズの会長を務めたアルフレッド・P・スローンによって支援されたもので、彼はスローンフェローシップを「理想のマネージャー」を育てるための手段として構想していた。
このプログラムを修了したフェローには、「経営学修士」の学位が与えられる。この学位は、フェローの人生経験や、短期間での集中的なプログラムであることを考慮し、MBAとは区別される。MBAプログラムと同様に、MSxプログラムも選択科目（通常はMBAと混合）と共に一連のコアコースを必要とし、MSxプログラムでは、フェローの経験レベルに合わせてより適したコアコースが別に用意されている。

## 著名な日本の修了生
- 三枝匡(1975)：ミスミグループ本社名誉会長、一橋大学客員教授
- 太田述正(1976）:元防衛庁官房審議官、評論家
- 津上賢治(1977) :元福岡空港ビルディング代表取締役社長
- 有馬彰(1979)：元NTTコミュニケーションズ代表取締役社長
- 小手川大介(1979)：元国際通貨基金(IMF)日本代表理事
- 岩崎日出俊(1980)：インフィニティ代表取締役
- 松元崇(1980)：元内閣府事務次官
- 服部純市(1980)：元セイコーインスツルメンツ代表取締役会長
- 法木秀雄(1981)：元早稲田大学大学院経営管理研究科長・教授
- 淡輪敬三(1985)：元タワーズワトソン取締役会長
- 津田倫男(1985)：企業アドバイザー
- クリスチーナ・アメージャン(1987)：一橋大学名誉教授、立教大学経営学部特任教授
- 橘・フクシマ・咲江(1987)：G&S Global Advisors代表取締役、元コーン・フェリー・インターナショナルアジア・パシフィック最高顧問
- 伊藤秀史(1988)：一橋大学名誉教授、早稲田大学大学院経営管理研究科教授、日本経済学会会長
- 植山周一郎(1988)：植山事務所代表取締役社長
- 水越豊(1988)：ボストン・コンサルティング・グループ日本共同代表
- 妹尾輝男(1988)：コーン・フェリー・インターナショナル日本代表
- 井原勝美(1989)：ソニーフィナンシャルホールディングス代表取締役社長、ソニー生命保険代表取締役社長
- 海部美知(1989)：経営コンサルタント
- 石橋善一郎(1990)：日本トイザらス代表取締役副社長兼CFO、東北大学大学院経済学研究科教授
- 村田大介(1990)：村田機械代表取締役社長、京都経済同友会代表幹事
- 田代桂子(1991)：大和証券グループ本社取締役兼執行役副社長、経済同友会副代表幹事
- 冨山和彦(1992)：経営共創基盤代表取締役CEO、元産業再生機構専務取締役COO、経済同友会副代表幹事
- 浅尾慶一郎(1992)：衆議院議員、元みんなの党代表
- デビッド・チャオ(1993)：DCM共同設立者兼ジェネラルパートナー
- 石黒不二代(1994)：ネットイヤーグループ創業者・元代表取締役社長兼CEO
- 若山健彦(1994)：ミナトホールディングス代表取締役社長、元マーチャント・バンカーズ代表取締役会長、イーバンク銀行代表取締役副社長兼COO
- グレーヴァ香子(1995)：慶應義塾大学経済学部教授
- 湯崎英彦(1995)：広島県知事、元アッカ・ネットワークス代表取締役副社長
- 斎藤英明(1996)：アクサダイレクト生命保険代表取締役社長
- 眞保智絵(1996)：野村信託銀行取締役兼代表執行役社長
- 大石清恭(1996)：ACCESS代表取締役社長
- 吉田晃(1999)：鉄道機器代表取締役社長
- 大湾秀雄(1999)：早稲田大学政治経済学術院教授
- 谷山浩一郎(2001)：産業革新機構執行役員
- 笠井澄人(2001)：ＴＯＳＹＳ代表取締役社長
- 藤井良太郎(2001)：ペルミラ・アドバイザーズ日本代表
- 郷治友孝(2003)：東京大学エッジキャピタル代表取締役社長、日本ベンチャーキャピタル協会会長
- 伊佐山元(2003)：WiL(World Innovation Lab) 創業者兼代表取締役
- 宇田麻衣子(2005)：元フジテレビアナウンサー
- 菅大介(2007)：チェリオコーポレーション代表取締役社長
- 金當一臣(2008)：DPIグループ最高経営責任者、元パシフィコ・エナジー代表取締役社長
- 瀧俊雄(2011)：マネーフォワード共同創業者、マネーフォワードFintech研究所長
- 原聖吾(2011)：株式会社MICIN創業代表取締役（医師）
- 清川忠康(2011)：オーマイグラス株式会社創業者

## 著名な修了生
- チャールズ・シュワブ(1961)：米証券会社チャールズ・シュワブ創業者
- フィル・ナイト(1962)：ナイキ共同創設者兼名誉会長
- ビノッド・コースラ(1980)：サン・マイクロシステムズ社共同設立者、Khosla Ventures創業者
- スティーブ・バルマー(1980に中退)：マイクロソフトCEO（2000年1月 - 2014年2月4日）、NBAのロサンゼルス・クリッパーズオーナー
- メアリー・バーラ(1990)：ゼネラルモーターズCEO
- ロエロフ・ボサ(2000)：セコイア・キャピタル代表
- リシ・スナク(2006)：イギリス第79代首相（在任: 2022年10月25日 - ）、保守統一党党首

## アージェイ・ミラー・スカラー
アージェイ・ミラー・スカラー(Arjay Miller Scholar)とは、2年間を通じて、成績上位10%の修了生に与えられるタイトル。アージェイ・ミラーとはかつての学長の名前。
- 寺阪令司 - 大蔵省、メリルリンチ投資銀行部門、PEファンドのカーライル・ジャパン マネージング・ディレクター（2003年に受賞）

## FOAM (Friends of Arjay Miller)
キャンパス近くのダウンタウン パロ・アルトで主に火曜日に定期的に開催される在校生の集まりのこと。その名前はアージェイ・ミラー・スカラーを目指さない大多数の学生が参加する飲み会であることから名付けられ、1982年から続く伝統。1年に1回、Vegas FOAMが開催され、参加者は仮装した姿でラスベガスまで飛行機で移動することで知られる。世界各国でも修了生の企画で不定期で開催される。

## 参照
1. ↑  http://rankings.ft.com/businessschoolrankings/global-mba-ranking-2017
2. ↑  https://www.topuniversities.com/university-rankings/university-subject-rankings/2016/business-management-studies
3. ↑  http://business-schools.startclass.com/l/381/Stanford-University-CA